# جويل باربوسا
جويل باربوسا (بالإسبانية: Joel Barbosa) (15 يناير 1983 بقرطبة في الأرجنتين - ) هو لاعب كرة قدم أرجنتيني في مركز الدفاع. لعب مع بوكا جونيورز.

## وصلات خارجية
- جويل باربوسا على موقع قاعدة بيانات كرة القدم.إي يو (الإنجليزية)
- جويل باربوسا على موقع Soccerway.com (الإنجليزية)